# The E Street Shuffle
The E Street Shuffle è una canzone del cantautore statunitense Bruce Springsteen, pubblicata nel 1973 sul suo album The Wild, the Innocent & the E Street Shuffle.

## Storia
Traccia d'apertura del secondo album di Springsteen, la canzone affonda le sue radici nel soul e nel rhythm and blues e segna una decisa presa di distanza dall'etichetta di "nuovo Dylan" che era stata utilizzata per lanciare nel mercato musicale il giovane cantautore ai tempi del primo disco. A detta dello stesso autore il brano è ispirato, in particolare nel riff di chitarra, a The Monkey Time, classico composto da Curtis Mayfield, portato al successo del 1963 da Major Lance.
Composta all'inizio del 1973, fu suonata in concerto per la prima volta il 6 giugno dello stesso anno, senza l'apporto degli strumenti a fiato, quando ancora il tastierista David Sancious non era rientrato nel gruppo. Fu poi registrata con il tastierista alla fine dello stesso mese e nella versione definitiva il 22 settembre con il suo decisivo apporto e con l'inserimento della cacofonica introduzione. I fiati furono suonati da Clarence Clemons al sassofono tenore, dal batterista Vini Lopez alla cornetta, dal bassista Garry Tallent alla tuba, da Sancius al sassofono soprano e il sassofono baritono fu affidato a Albee Tellone, roadie e tecnico dei suoni del gruppo in quel periodo. Le percussioni furono suonate da Richard Blackwell, vecchio amico di Springsteen originario anche lui di Freehold, che occasionalmente saliva sul palco durante i concerti, ma che non fu mai integrato nel gruppo perché al tempo non c'era la disponibilità economica per un altro musicista.
The E Street Shuffle fu presa in considerazione per essere pubblicata come singolo, ma, anche a causa della sua lunga durata, l'idea fu scartata dalla casa discografica. Canzone festaiola e ritmata, è stata parte integrante della scaletta dei concerti di Springsteen fino alla fine 1975. È poi scomparsa per essere ripescata solo nel 2000 durante il Reunion Tour. Dal vivo nel 1975 il brano veniva eseguito come una lenta ma potente ballata soul e dilatato fino a una durata di più di 12 minuti con l'inserimento di una citazione di Havin' a Party di Sam Cooke.

## La canzone

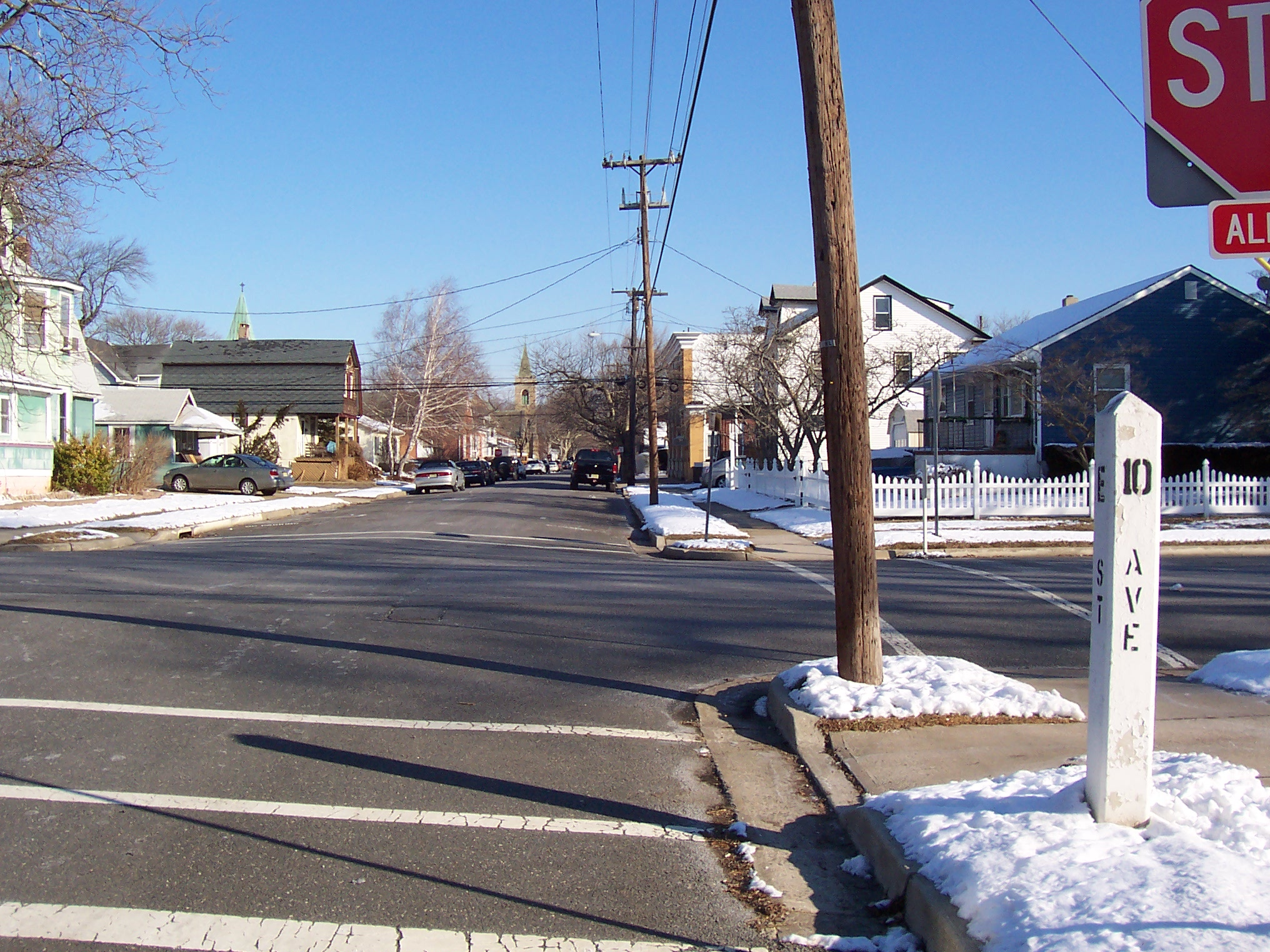
L'incrocio tra la E Street (che ha dato il titolo alla canzone The E Street Shuffle) e la 10ª Avenue (immortalata nella canzone Tenth Avenue Freeze-Out) a Belmar, nel New Jersey.

Composta con la precisa intenzione di farne un pezzo da ballare, ma con un testo distante da quelli tipici di molto R&B degli anni sessanta, The E Street Shuffle inizia con una introduzione di fiati che richiama il jazz delle origini e le marching band di New Orleans, per poi trasformarsi in un sincopato pezzo soul che nel cantato e nell'arrangiamento è debitore a Van Morrison, uno dei musicisti che avevano ispirato Springsteen nella prima parte della sua carriera. L'ambientazione è quella tipica dei primi dischi del cantautore, una sorta di giungla urbana popolata da ragazzi di strada e bande giovanili che si riversano in strada per una improvvisata festa ballando un ritmo shuffle e nella quale si aggira la giovanissima protagonista Little Angel con il suo ragazzo Power Thirteen. Come in New York City Serenade che chiude l'album, la canzone ricorda le atmosfere di West Side Story, ma lo scenario non è la grande metropoli, ma la costa del New Jersey. In realtà, secondo Springsteen la canzone descrive una comunità in parte vera e in parte immaginaria simile a quella che abitava la Asbury Park dei primi anni settanta e lo shuffle «era semplicemente il ballo che facevi ogni giorno e ogni notte per tirare avanti». Il titolo della canzone, che sarà ripreso in quello dell'album e nel nome della E Street Band, deriva dalla strada della cittadina di Belmar nel New Jersey dove viveva David Sancious. Con l'auto parcheggiata davanti alla casa, mentre aspettavano che il tastierista, perennemente in ritardo, terminasse di prepararsi, Springsteen commentò sarcasticamente: «Questo gruppo ha trascorso così tanto tempo in questa cazzo di strada, che dovremmo chiamarlo E Street Band»

## Discografia
- 1973 – Bruce Springsteen, The Wild, the Innocent & the E Street Shuffle, LP, Columbia Records KC 32432
- 2006 – Bruce Springsteen and the E Street Band, Hammersmith Odeon London '75, CD (doppio), Columbia Records 82876 77995 2, dal vivo, registrata all'Hammersmith Odeon di Londra nell'autunno del 1975